# カイチュー!
『カイチュー!』は、林佑樹による日本の漫画作品。

## 概要
集英社『週刊ヤングジャンプ』2009年51号より連載を開始したが、2010年20号（第20話）でヤングジャンプ本誌での連載を終了。第21話以降は、同年4月22日より、『ヤングジャンプ』のWebサイト『webYJ』でのweb連載へ移行した。移行後、『ヤングジャンプ』2011年52号までの目次ページには本作の名前と、作者のコメントが掲載された。また、『ヤングジャンプ』2012年12号にて特別読切が掲載され、一時的に本誌復帰を果たすが、2012年8月2日配信の第124話で『webYJ』での連載も終了して完結。連載作品前身の読切版は、集英社『ヤングジャンプ増刊「漫太郎」』の2006年度版（同年4月11日発売）に掲載。
単行本は、YJコミックスより全12巻。また、原型となった読切版がwebアニメ化した（後述）。
タイトルの「カイチュー」は、弓道用語の「皆中」（放った矢が全て命中すること）に由来する。
弓道部に所属する主人公が全国制覇を目指すスポーツ漫画であり、第30話から第117話（2012年6月3日現在）にかけて神奈川県のインターハイ予選が男女ともに1次予選、個人戦、2次予選、決勝リーグと長期に渡り描かれている。しかし完全にシリアスなものではなく、ギャグ漫画とも言えるほどコメディ要素が強い。当初はラブコメであったが大会が進むにつれて描写は減っている。また、作中に男の娘やゲイが登場しボーイズラブ要素も含まれるが主にギャグとして使用される。

## あらすじ
弓道少年の立川達矢は、中学校時代の全国大会で出会った不動権三郎先輩に憧れて彼と同じ高校に進学する。しかし、達矢が高校で見たものは、想像を絶するものであった。そして、達矢の権三郎への憧れは、また別の感情へと変わっていくのだった。

## 登場人物

### 小田川高校
神奈川県西湘市にある高校。近年は、毎年1次予選敗退の弱小高で、権三郎を除いた上級生達は、基本動作は出来ているものの高校から弓を始めた初心者集団。新入生は、達矢・健太・香の3人のみ。2年生、3年生には名前も出番もない背景部員が存在する。

#### 弓道部男子部員
立川 達矢（たちかわ たつや）
物語の主人公で1年生。団体戦では大前、落を担当。
小学生の時に真剣に的に向かう美香の背中を見て弓道を始める。
西中学校2年生の時に全国大会に出場したが敗退し、落ち込んでいた所を権三郎に励まされ、弓道に対する姿勢に心を打たれる。
神奈川の名門・山王高校からの誘いを断り、憧れの権三郎と再び全国大会を目指すことを夢に小田川高校へ入学した。
ストイックに弓道に打ち込む常識人ゆえに、どこかズレた感性を持つ他の登場人物と一線を画しており、作中ではツッコミを担当する。
男と知って受け入れる権三郎ファンの素直さには感心しているものの、権三郎のアプローチに道を踏み外さないか不安を抱いている。
マンションで両親と暮らし、部屋にはトロフィーや教本など弓道一色である。
不動 権三郎（ふどう ごんざぶろう）
本作の重要人物。2年生。団体戦では落、大前を担当。愛称は「ゴンちゃん」。
弓道の名門「不動流」の不動家長男で中学の大会は、一射も外さず3連覇し、かつて「神の子」とまで呼ばれた弓道界のサラブレッド。
師範である父を上回る実力の持ち主であるため破門された。母方の祖父の家（姓：佐々木）で暮らし、達矢との再会まで本気で弓を引くことはなかった。
いわゆる「男の娘」であり、昔から家では女装し、現在では制服も普段着も女装をしている。中学時代は、校則が厳しく、普通の格好をしていたが自宅では、日常的に女装をしており、回想シーンではセーラー服を着ていた。その可愛らしい容姿からファンクラブまでが存在する（容姿が可愛ければ性別は関係ないとのことであり、周囲も本人の性別は気にしていない）。
達矢のことは初めて会った時から意識していたようであり、高校で再開してからは積極的なアプローチに加え、肉体関係も狙っている。平成7年4月4日生まれ。テストの成績は学年18位。
杉村 健太（すぎむら けんた）
達矢の友人。1年生。団体戦では基本的に控え及び介添だが場合によって大前も担当する。
髪型が天然のアフロのギャグ担当キャラ。自信家であるため、メンタル面の強さだけなら部内でもピカイチ。
話についていってるようで話題がズレて唐突にボケることもあれば、器用に突っ込みもこなす。学級委員（無理矢理）を務めている。
中学時代からの経験者で異名は「東中の最終兵器」。隣の的に皆中する癖があったが合宿で矯正に成功しつつある。
木村マシーンを使用すると人格崩壊と一時的な記憶を引き換えに短期間的中率を上げることが可能。
小森 啓介（こもり けいすけ）
弓道部副主将。3年生。団体戦では落前を担当。勧誘時の劇的な出会いでむつみに一目惚れして弓道部に入部した。主に進一、拓実とのトリオ（3バカ）で登場する。
弓の的中率は5割に満たないが、副主将としての責任感で精神面は安定している。
メガネキャラだがテストの成績は学年196位と良くない。大学へ進学希望。母もメガネ。
阿部 進一（あべ しんいち）
3年生。団体戦では二的を担当。自作の抱き枕まで作るほど近藤が好きである。
3バカの中では重圧への耐性が一番弱い。テストの成績は学年198位。
山下 拓実（やました たくみ）
2年生。団体戦では中を担当。
二重で顔立ちはいいがナンパする柄ではない。円の巨乳に惹かれて入部したおっぱい星人。
3バカの中では的中率が高いが、プレッシャーに弱く試合では力を発揮できない。テストの成績は学年189位。
岩山 瞬（いわやま しゅん）
3年生。公式戦では主に撮影担当。容姿は威圧感が溢れるモアイ顔で鍛えられた腕を持つ。
一切喋らずむつみに通訳してもらい、稽古中は弓を引く最中にさえ眠る。料理の才能がある。

#### 弓道部女子部員
日野 むつみ（ひの むつみ）
弓道部主将。3年生。団体戦では落を担当。
弓のセンスがあり基本がしっかりして癖がなく安定している。
和を重んじ、天然おっとり系の女性で大らか過ぎる部分もあるが、締めるところは締める。
容赦ない一面を持ち、策士であるものの他人を蹴落としたり我欲に走るタイプではないので腹黒とは言い難い。
実家は学習塾で学年15位の成績。趣味はお笑いDVD鑑賞。
菊嶋 円（きくしま まどか）
3年生。団体戦では大前を担当。
勝気な性格だが射にはムラがある。巨乳（Fカップ）。コンビニでアルバイトをしている。
ヤマを張るのが上手いため学校での成績は良い。趣味は格闘技観戦。
中野 珠希（なかの たまき）
2年生。団体戦では落前を担当。弓道の腕は部内では一番低い。
権三郎とは同じクラス。比較的常識人で達矢・権三郎の相談役であるが、傍観者で渦中には踏み込まない。
髪型をお団子にしているが、プライベートでは下ろすこともある。バストがAカップなことを気にしている。
趣味は食べ歩き。
近藤 遼子（こんどう りょうこ）
2年生。団体戦では中を担当。
クールな常識人。権三郎の弟・まことがお気に入り。テストの成績は学年20位。趣味はお菓子づくり。
真壁 香（まかべ かおり）
女子としては唯一の1年生。団体戦では二的を担当。
性格は大人しく部に馴染めて居ないのを気にしており、変身願望を抱いている。大舞台になるほど強く、観客の視線を力に変えられる。
小学生時代に弓道経験があるが、ブランクがある様子。クラスは達矢と同じ1-D。
メガネ集めが趣味で毎日メガネを変えている。健太への評価が高い。

#### 弓道部関係者
木村 明徳（きむら あきのり）
弓道部顧問。寛大な指導で名を馳せた弓道県連の古株。老齢かつ体調が思わしくないため部活や試合に顔を出す機会は少ない。昔から不動流の道場へ出稽古に行き、幼い頃からの権三郎を知る人物。
「救心」を常備し、ブルマを愛し、男の娘が縛られるシーンを眺めるのが好きな先生。
大熊 希（おおくま のぞみ）
弓具店の美人店員で店主の娘。小田川高校が全国大会に出場した際のOGで弓道五段の27歳。神奈川県予選個人戦決勝にも出場した。
恩師の明徳に頼まれ総体予選前に合宿のコーチを引き受け、その後も継続。
大学時代は「弓道小町」と呼ばれ、男子部員にもひそかに慕われていたが、男より弓を取ったため彼氏いない歴5年。酒乱。
那須 与太郎（なすの よたろう）
自称那須与一の子孫。甲冑を纏い、弓道場で流鏑馬したりボウリング場や試合会場に馬を連れてきたりする。弓道場以外の学内で彼を見た人物はいない。
実力は確かだが28歳以上であり、一度それが原因で試合で反則負けになっている。夢は部員を率いて徳川軍に討って出ること。

#### 弓道部以外の生徒
矢野（やの）
1年生の男子生徒。達矢と同じクラスの友人で校内の女子の情報に詳しい。
試合にも現れ、対戦校の女子のデータを調べ上げ分厚い本にまとめた。
ゴンちゃんファンクラブの人々
権三郎のファン。女性の槇原敬之の『どんなときも。』の精神で好きなものは好きと言える方々。
他の女子には見向きもせず道場横で生写真を販売したり騒いでいる。
鈴木圭吾（すずき けいご）
ゴンちゃんファンクラブ会長。
野口（のぐち）
多数の同志を集め「まことファンクラブ」を作ろうとしたが、まことの剛弓を見て断念。
小野寺
ゴンちゃんファンクラブの黒髪。ナンバー3的幹部と思われる。

### 山王高校
5年連続インターハイ出場の神奈川県の名門校。レギュラー全員が過去の大会で優秀な成績を修めているエリート集団で新入部員は毎年50人を越え、県外からの志望者もいる。男子チームは過去3年間の神奈川県予選での平均的中数は15.5で、接戦であるほど的中率が上昇するのが特徴。昨年の高校総体では全国ベスト8（龍ノ介以外は3年生）。女子もインターハイ以外の大会では聖ウクレレ女学院に勝利したことがある強豪。

#### 弓道部男子部員
松平 龍ノ介（まつだいら りゅうのすけ）
弓道部主将。3年生。団体戦では落を担当。「神奈川の大砲」と称されるほどの剛弓を引くチームの精神的支柱。
達矢をいろんな意味で見込んでいて小田川高校まで偵察に訪れた。
楊枝を咥え長身大柄(高校1年生の時点で185センチメートル90キログラム)で太く長いモミアゲという風貌だが、達矢にはプラトニックな関係を望んでいる。
中学校時は暴力的で喧嘩に明け暮れていたが、小学生の達矢を見かけたことがきっかけで弓道を始める。
全中で権三郎に敗戦、塩山に口説き落とされ山王高校へ入学し1年生ながらレギュラーを勝ち取っている。
荒々しい言動が特徴だが、弓道に対しては真剣で後輩に指導を求められた時はしっかりと答えている。
教室は3-Aでクラスの女子からは「龍ノ介君」と呼ばれている。好きな言葉は「全戦全勝」。ネコ派。
神谷 春夫（かみや はるお）
2年生。団体戦では大前を担当。
両耳ピアスの問題児。天性の集中力を持ち弓の腕も立つが稽古に出ず女遊びしていたため停部させられていた。そのためか射法にはまだ雑な所があり長丁場になると体力が持たない。弓道は袴の女を口説くために始めた。
「口説いた女性は30人、狙った獲物は百発百中」と豪語。女を知り尽くすも、男の権三郎に魅了にされる。男女の壁を乗り越え、激しく権三郎にアプローチする達矢の恋敵。
市ケ谷 中（いちがや あたる）
2年生。団体戦では二的を担当。努力に裏打ちされた技術があり普段の的中数は春夫を上回る。巨乳フェチ。
沢村 隆二（さわむら りゅうじ）
3年生。団体戦では大前、中を担当。前年度関東大会入賞者であり山王の2番手。眼鏡男子。
総体予選前に「早気」の症状が出て一旦レギュラーを剥奪されるが克服し、2次予選ではレギュラーに返り咲いた。
盛尾 昌尚（もりお まさなお）
3年生。団体戦では落前を担当。真面目で声が大きく暑苦しい老け顔の小太り男子。
春夫のレギュラー入りには反対していた。女の子に触れたことが無い。
蛇沼（へびぬま）
団体戦では中を担当。髪を後ろで束ねている細身の長身。
ヒカル、博美との勝負に敗れて調子を崩し、レギュラー落ちする。
豊田（とよだ）
達矢と同じ西中学校出身の1年生。中学時代は弓で達矢に勝てなかった。
単行本1巻で『ヤングジャンプ』本誌掲載時に名前が「日野」になったのをネタにされている。

#### 弓道部女子部員
二川 美香（ふたがわ みか）
1年生。団体戦では二的を担当。
達矢の幼なじみで初恋の女の子。小学校6年生の時に家の都合で県外引っ越したため、高校で再会する。権三郎の恋のライバル。
真面目で可愛くて優しいドジキャラ。今まで異性を好きになったことはない。
1年生唯一のレギュラーであり弓道歴はチームの中で1番長い。
芹澤 薫（せりざわ かおる）
女子チーム主将。3年生。団体戦では落を担当。
その容姿とストイックさから女子に人気があり親衛隊も存在するが、男子からは恐れられている。
針のように鋭い射を引き、他校の主将もほぼ把握している。猫好き。
広尾 由奈（ひろお ゆな）
2年生。団体戦の落前担当。髪型はショートボブ。薫に憧れ、慕っている。
加納 豊絵（かのう とよえ）
3年生。団体戦の中担当。背が高く巫女のように髪を後ろで束ねている。目は半開き（俗に言うジト目）。
岸 静（きし しずか）
3年生。団体戦の大前担当。細目。髪型はシンプルなポニーテール。
なっちゃん
1年生。美香の友人。自称「沢村派」で、隆二がレギュラー落ちしたときは残念がっていた。
美香を達矢のことでからかうなどお調子者の発言が目立つが、龍ノ介に的中を上げる秘訣を質問したりするなど弓道への熱意はあるようである。

#### その他
塩山（しおやま）
監督。体育教師。指導は厳しく、個としての強さを重視し基礎に忠実で堅実な選手に鍛える。
監督就任の件で明徳に恩があり、慕っている。喫煙者。

### 聖ウクレレ女学院
昨年度の神奈川女子代表校。連載開始時点で神奈川2連覇中。強さの肝は射の緊張と弛緩。
桃子・F・ローレン（ももこ・F・ローレン）
3年生。団体戦では主に落を担当。射手のオーラが見える（本人談）。
ローレン財閥のお嬢様。神奈川県女子個人戦の優勝者で、花でも背負ってるかの様な華やかな弓を引く。
ツインテールの金髪碧眼美人でスタイルも良く、ファンクラブも存在する。
海外ハーフでまだ日本語には慣れていない。趣味は乗馬。
権三郎をライバルと認めてから更に弓が上達した。後半は、残念美人の印象が強くなる。
伊丹 摩耶（いたみ まや）
3年生。団体戦では主に大前を担当。
桃子の付き人。一見、冷静沈着な常識人だがボケからツッコミまでこなす。趣味は読書。
美咲・D・スナイダー（みさき・D・スナイダー）
2年生。団体戦では主に中を担当。
日本とアメリカのハーフで体格に恵まれ流暢な英語を話す。
髪型はパイナップル風のアップスタイル。趣味はスキューバダイビング。
奥宮 道子（おくみや みちこ）
3年生。団体戦では主に二的を担当。
趣味は旅行で温泉好き。部内唯一の常識人。
岡本小梅（おかもと こうめ）
3年生。団体戦では主に落前を担当。
身長142センチメートルで髪型はおかっぱ。身長を伸ばす方法を探っており、得体の知れないドリンクを作っては食あたりになる。

### 安政学院高校
昨年度の神奈川男子団体2位の高校。打倒、山王高校を掲げ、幾度も山王高校と接戦を繰り広げてきた。チームの流れに重さを置いた、「チームとしての射」で2次予選で山王高校の首をねらう。過去3年間の神奈川県予選での平均的中数は15.5で山王高校と互角である。
一ノ瀬 清純（いちのせ せいじゅん）
弓道部主将。3年生。団体戦では二的を担当。
柔と剛を兼ね備えた弓を引き、矢数が進むにつれて的心に近づくという特徴を持つ。
全国屈指の射手だが龍ノ介の存在により幾度も勝利を阻まれ、「無冠の帝王」と評されている。
温厚で物静か、端正な顔立ちのため女子にも人気があるが姉一筋、いわゆるシスコンである。
龍ノ介とは小学校3年生の時に同級生で、彼にいじめられていたこともあった。姉の影響で小学校5年生から弓道を始めた。
宮地 守（みやじ まもる）
3年生。団体戦では落前を担当。長身で体格が良く腕力もあるが繊細な弓をひく。
時任 保（ときとう たもつ）
チームを率いて3年目の監督。ハードな稽古を実施する。
希の大学時代の先輩で既婚。妻・さくらは27歳の美人。
大黒 我聞（おおぐろ がもん）
2年生。団体戦では大前を担当。黒髪で長髪。
母親思いの好青年。父は43歳で亡くなっている。
上松 輝夫（うえまつ てるお）
3年生。団体戦では中を担当。
杉 英幸（すぎ ひでゆき）
2年生。団体戦では落を担当。
まさやん
1年生。達矢の友人で西中出身。髪は長めで顔にそばかすがある。

### 湘陽
古豪として安定した強さを誇る。偏差値が低いことでも有名。
村雨 英吉（むらさめ ひでよし）
主将。3年生。団体戦では落を担当。
神奈川十傑の1人で幼稚園から弓道を始め、龍ノ介、清純とは親交が深い。
強い責任感を持つがしばしば空気が読めない。入試の日に風邪をひいて泣く泣く湘陽に入ったため「湘陽一の頭脳」を持つ。
渡辺 修二（わたなべ しゅうじ）
2年生。団体戦では大前を担当。
中学時代、健太にたった一射で道場をメチャクチャにされた。目の下にクマがある。
今泉 香代（いまいずみ かよ）
女子部主将。第54回神奈川県予選女子個人戦3位。髪型はベリーショート。英吉と交際している。

### 神奈川フロンティア
総体神奈川県予選初出場の高校。
夜叉 貴利子（やしゃ きりこ）
主将。レディース「あまざらし」のヘッド。
中学時代に町内将棋大会でむつみにボコボコにされたことを恨んでいる。
メイクを落すと別人のようなキュートな顔になる。

### 六宮高校
団体戦の選手は大前から室伏（むろふし）、管（かん）、柴（しば）、柳（やなぎ）、幸久。幸久以外は男の娘に興味は無い。
奈良 幸久（なら ゆきひさ）　
主将。神奈川十傑の1人。短髪で眼鏡をかけている。
神奈川きっての男の娘マニアであり、長年の経験により一目で男の娘かどうか判別できる。

### 相模中央
神奈川県立相模中央高校。
飛び抜けた才能がないため、全員が主役で基本に忠実で機械のように正確な射を行う。弓道部員は女子の方が多い。
麻生 大志（あそう たいし）　
正確な射を誇る神奈川十傑の1人。右の頬に傷がある。姉が2人いる。
車 三平（くるま さんぺい）
監督。

### 川島農林
田植 刈正（たうえ かりまさ）　
神奈川十傑の1人。試合直前に納豆を数パック食べる。
小柄で非力なためか射はヒョロヒョロ。

### 波多野高校
10年連続ベスト10入りの高校。
哲平（てっぺい）
達矢と同じ西中出身の1年生。太眉で髪はオールバック。

### 美浦高校
神奈川2次予選の1回戦で小田川高校と同じ同じ立ち順になった高校。人口の少ない漁村にあり、部員は5人のみで3年生はいない。指導者不在で教本を頼りにしている。大漁旗を持ち込み、全員肌は色黒でねじりはちまきをしている。団体戦の選手は大前から鮫島（さめしま）、魚住（うおずみ）、貝山（かいやま）、浜田（はまだ）、鳴海（なるみ）。

### 海浜高校
神奈川総体予選の1次予選で小田川高校の後ろで射を行った男子校。毎年時期外れのインフルエンザや食あたりに泣かされていた。
碇川 元気（いかりがわ げんき）
主将。坊主頭。

### 丹澤学園
全員が全国模試で100番以内。「データで勝つ」が合言葉。部員は全員眼鏡をかけていて、作中では分析による解説を担当する。

### 天龍高校
権三郎の父が監督を務め、高校総体2連覇中の静岡県の男子校。1次予選では40射38中という驚異的な記録をたたき出し、個人戦の5位以上がすべて天龍の生徒であるなど圧倒的な強さを誇る。
陣内 正士（じんない まさし）
天龍三強の1人で「弓鬼（きゅうき）」の異名を持つ3年生。弓の道において一切の妥協を許さない。
海堂 ヒカル（かいどう ひかる）
2年生。男の娘。ヅラを取ると坊主頭である。前年度の総体は1年生ながら団体戦に出場。中学時代に不動流への出稽古で権三郎に完敗し、現在はその屈辱を他人にも味わわせるような行動を取る。
及川 博美（おいかわ ひろみ）
1年生にしてレギュラー。男の娘。勘に頼ると失敗する。守りたくなる妹のような父性をくすぐる可愛さをもち学内でも引く手数多の存在。
平等院（びょうどういん）
主将。2年生。男の娘。権三郎と因縁がある。中学時代に不動流道場で稽古をしていた。
霧島 飛鳥（きりしま あすか）
天龍三強の1人で、天龍高校弓道部4人目の「男の娘」。本編では最終話の1コマのみに登場。

### その他
大熊 八兵衛（おおくま はちべえ）
大熊弓具店店主。釣り好きで料理上手。
不動 まこと（ふどう まこと）
権三郎の弟。中学校3年生。女装願望はなかったが、兄を見て女装を始めた。
権三郎の実家で母や姉と暮らしていたが、兄を弓の道に戻した達矢に興味を抱いて接触に訪れた。
20キロの弓を自在に操る怪力の持ち主で外面が良く性格が悪い。寝相も悪い。
録沢 記子（- のりこ）
インターハイ神奈川県予選で記録係をしている女の子。髪を後ろで束ねている。

## 物語の舞台
本作品の舞台は神奈川県であり、登場する高校などは、基本的に架空の名称が使われている。また、正式には言及されてはいないが、西湘市（せいしょう）「小田川」の町は、「小田川城」の天守閣の外観が小田原城と酷似していることや、「小田川駅」が新幹線停車駅であることから、小田原市がモデルになっていることがわかる。達矢たちが臨む高校総体は第54回であり、本大会は沖縄県で行われる。

## アニメ情報
単行本2巻の発売を記念して、ヤングジャンプのホームページで本作の原型となった読みきり版のwebアニメが配信された。制作は週刊ヤングジャンプ編集部、制作協力にSoftgarage。前・後編構成で、2010年7月16日に公開された前編はおよそ4分程度、同年7月30日に公開された後編は5分程度となっている。
「アクセス数が好調な気がして勘違いした編集部がうっかりアニメを製作しちゃった」とのこと。これは本誌での連載からwebでの連載に移行のさい、作中の人物である健太の口から「島流し」とまで評された作品であるがゆえに異例の処置となっている。
声は中村繪里子（「不動権三郎」役）、國分和人（「立川達矢」役） 、高梨謙吾らが担当している。

## 単行本
- 林佑樹 『カイチュー!』 集英社〈YJコミックス〉、全12巻[8]
  1. 2010年3月19日発売 ISBN 978-4-08-877806-8
  2. 2010年7月16日発売 ISBN 978-4-08-877874-7
  3. 2010年10月19日発売 ISBN 978-4-08-879045-9
  4. 2011年1月19日発売 ISBN 978-4-08-879086-2
  5. 2011年4月19日発売 ISBN 978-4-08-879131-9
  6. 2011年7月19日発売 ISBN 978-4-08-879169-2
  7. 2011年10月19日発売 ISBN 978-4-08-879210-1
  8. 2012年2月17日発売 ISBN 978-4-08-879254-5
  9. 2012年3月19日発売 ISBN 978-4-08-879301-6
  10. 2012年6月19日発売 ISBN 978-4-08-879356-6
  11. 2012年8月17日発売 ISBN 978-4-08-879398-6
  12. 2012年9月19日発売 ISBN 978-4-08-879419-8